# Brora (Fluss)
Der Brora ist ein Fluss in der schottischen Council Area Highland.

## Beschreibung
Der Brora entsteht durch den Zusammenfluss von An Crom-allt und Allt Gobhlach am Südhang des 503 Meter hohen Meall an Fhuarain auf einer Höhe von 239 Metern. Er fließt durch sein Strath Brora genanntes Tal in vornehmlich südöstlicher Richtung ab. Hierbei nimmt er zahlreiche Bäche auf. Sein Hauptzufluss ist das Black Water, ein linker Nebenfluss, der ein kurzes Stück oberhalb des Loch Brora einmündet. Der Brora durchfließt alle drei Becken des Loch Brora und mündet schließlich nach einem Lauf von 42 Kilometern Länge in Brora an dessen Nordküste in den Moray Firth.
Der Brora durchfließt eine sehr dünn besiedelte Region der traditionellen Grafschaft Sutherland. Entlang seines Lauf passierte er den Weiler Tannachy und erreicht erst bei seiner Mündung mit Brora die erste größere Ortschaft. Seine Quellbäche entspringen auf Höhen von bis zu 480 Metern. Inklusive seines längsten Quellbachs ergibt sich eine Gesamtlänge von 48,4 Kilometern.

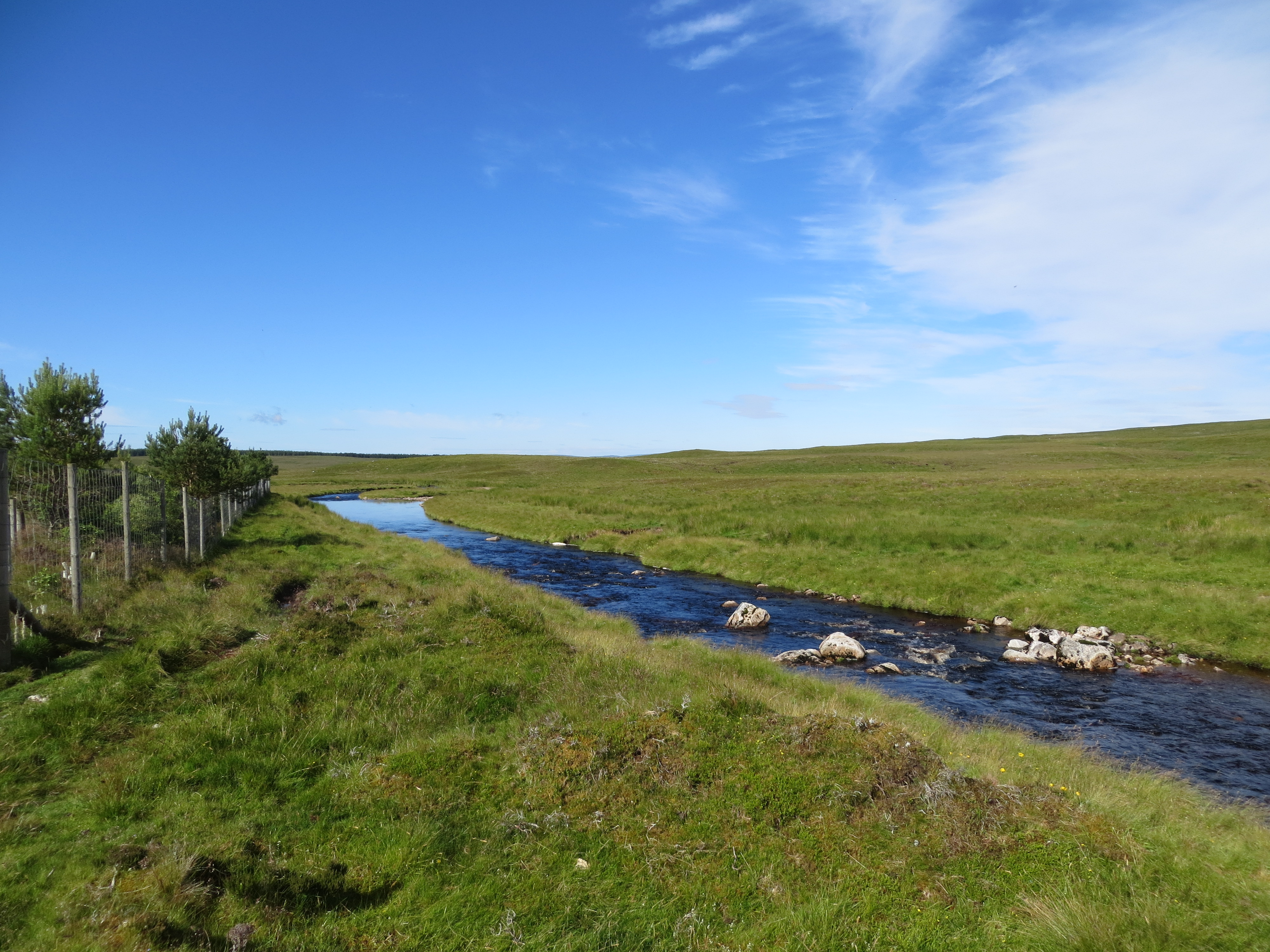
Oberlauf des Brora
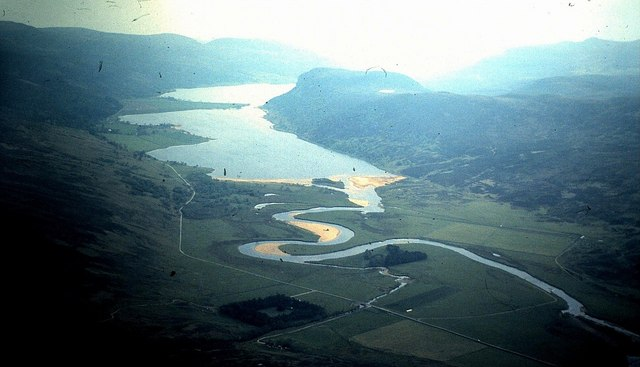
Loch Brora
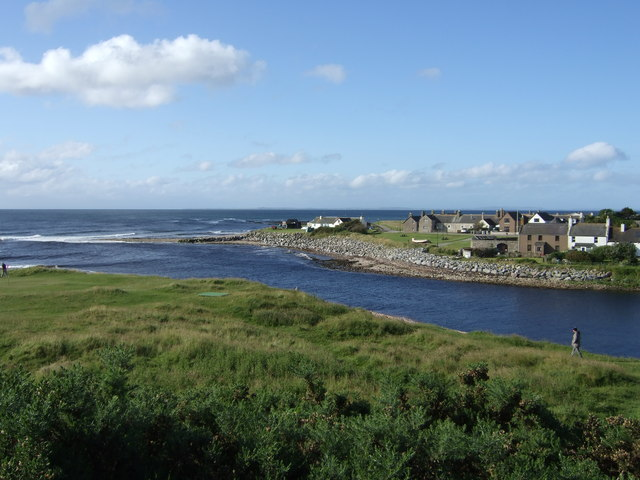
Mündung des Brora

## Geschichte
Der Brora galt in der Vergangenheit als einer der besten Flüsse für das Forellen- und Lachsangeln in Schottland. In Loch Brora etablierte der Duke of Sutherland Ende des 19. Jahrhunderts eine Lachszucht. Im Jahre 1873 wurden dort 1.105.000 Eier gesammelt. Am Loch Brora wurde im späteren 19. Jahrhundert mit der Carrol Fish Farm eine Fischfarm eingerichtet und bis 1921 betrieben. Die Anlage gliedert sich in drei hexagonale Bereiche die jeweils aus Anordnung flacher Zuchtbecken bestehen. Sie ist als Scheduled Monument denkmalgeschützt.

## Umgebung
Bei Tannachy überspannt die Dalreavoch Bridge, eine zweibogige Bogenbrücke aus dem 19. Jahrhundert, die als Baudenkmal der Kategorie Klassifiziert ist, den Brora. Sie führt eine untergeordnete Straße, die entlang des Brora verschiedene Weiler anbindet. In Brora überspannt die A9 auf einer modernen Brücke den Fluss. Wenige Meter flussabwärts quert die Far North Line den Brora auf der denkmalgeschützten Brora Railway Bridge.

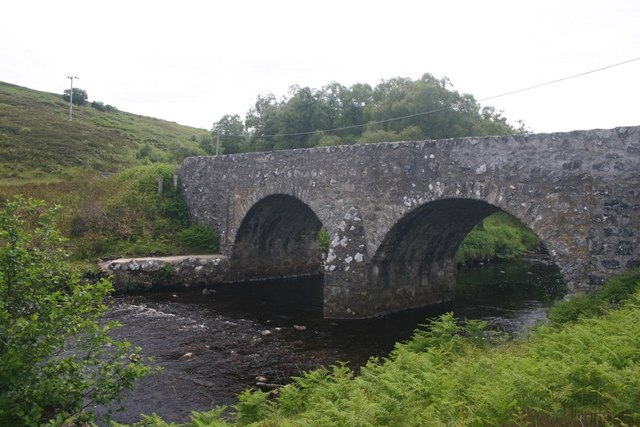
Dalreavoch Bridge
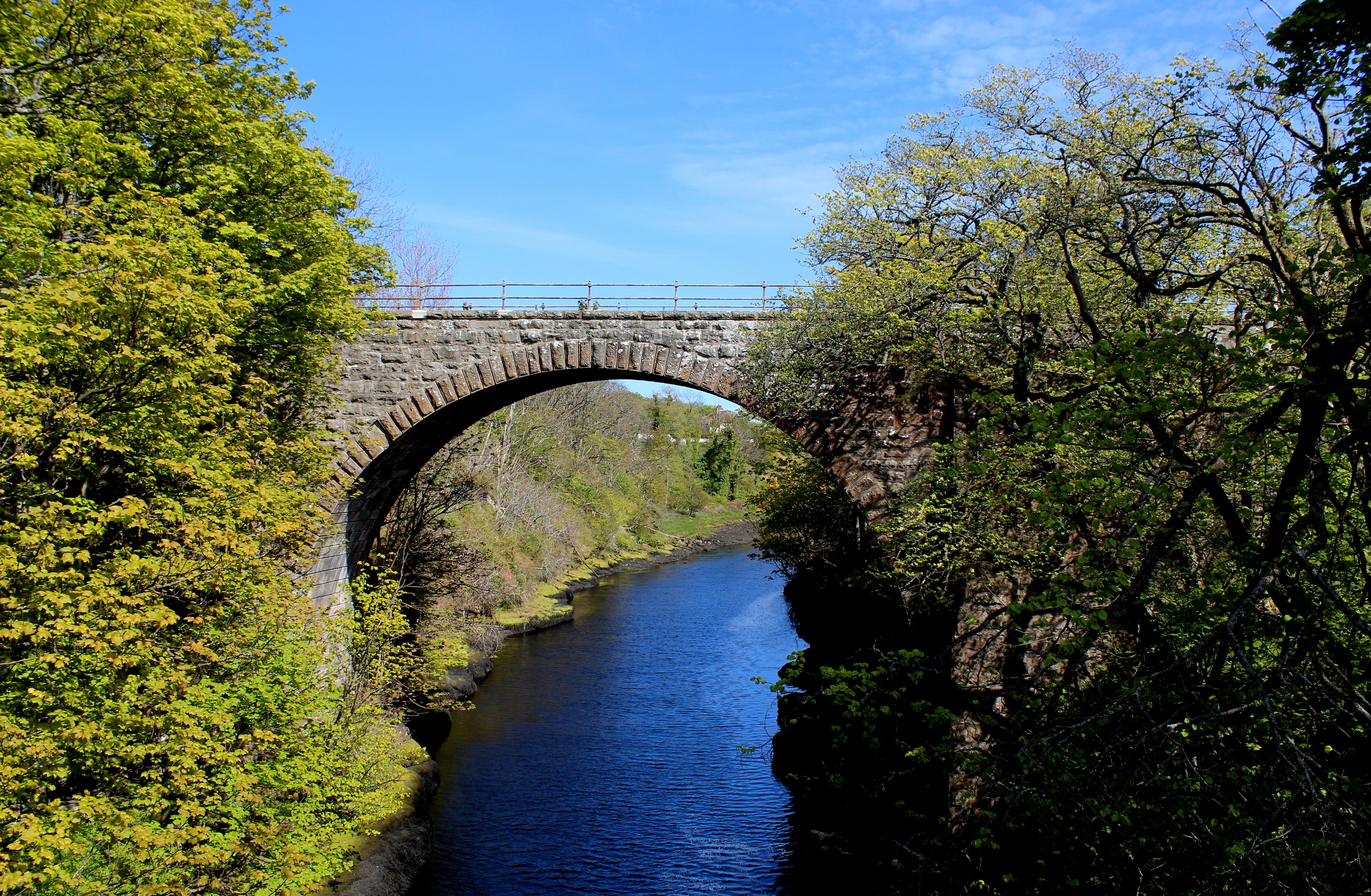
Brora Railway Bridge